# Bijela (Brčko)
Pour les articles homonymes, voir Bijela.
Bijela (en serbe cyrillique : Бијела) est une localité de Bosnie-Herzégovine. Elle est située dans le district de Brčko. Selon les premiers résultats du recensement de 2013, elle compte 2 208 habitants.

## Géographie
Le village est situé à la confluence du Bijeli potok et de la Tinja (un affluent droit de la Save).

## Histoire
Sur le territoire du village se trouve le cimetière valaque de Bijela, inscrit sur la liste des monuments nationaux de Bosnie-Herzégovine.
La tour Gradašćević, un ensemble architectural qui remonte à la fin du XVIIIe siècle ou au début du XIXe siècle, est elle aussi inscrite.

## Démographie

### Évolution historique de la population dans la localité
| 1948 | 1953 | 1961  | 1971  | 1981  | 1991  | 2013  |
| ---- | ---- | ----- | ----- | ----- | ----- | ----- |
| -    | -    | 2 454 | 2 863 | 2 800 | 2 539 | 2 208 |

|  |